# Зарядье (парк)
Общественное пространство Москвы, городской культурно-просветительский центр «Зарядье» — объект в одноимённом историческом районе Москвы, созданный на месте снесённой в 2006 году гостиницы «Россия». Расположен на территории площадью в 13 га между Китайгородским проездом, улицей Варваркой и Москворецкой набережной.
Построен в 2014—2017 годы по проекту консорциума во главе с нью-йоркским архитектурным бюро Diller Scofidio + Renfro c ландшафтными архитекторами Hargreaves Associates, также из Нью-Йорка, и московскими урбанистами Citymakers, выигравшими в 2013 году международный конкурс на разработку ландшафтно-архитектурной концепции территории. Проект полностью финансировался из городского бюджета и, по данным на 2017 год, оценён в 22—27 млрд рублей. Парк был торжественно открыт в день города 9 сентября 2017 года при участии президента Владимира Путина и мэра Москвы Сергея Собянина.
- Журнал Time включил парк «Зарядье», единственный объект из России, в список лучших мест в мире в 2018 году[6].
- В 2018 году комплекс Зарядье был признан «проектом года» по версии ведущего мирового архитектурного издания Archdaily в номинации «Public Architecture»[7].
- В марте 2019 года парк получил главный приз жюри международной премии MIPIM Awards в Каннах[8].

## История
Название местность получила от района, который находился «за рядами» торговых лавок — имеются в виду Нижние торговые ряды за Московским Кремлём, которые тянулись от Москвы-реки до Варварки вдоль Москворецкой улицы.

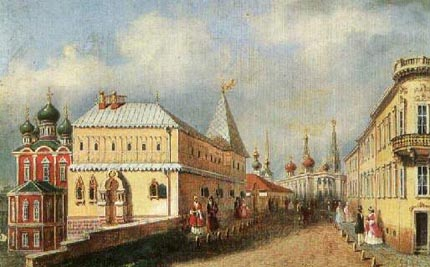
Варварка и Зарядье с палатами бояр Романовых в XIX веке

Первое упоминание о Зарядье относится к 1365 году, однако поселения торгового люда появились здесь уже в XII веке. В XVI—XVII веках Зарядье представлял собой довольно престижный район, который был заселён ремесленниками, приказчиками, русскими и иностранными купцами. Планировка района сложилась к XVII веку. При Иване Грозном на улице Варварка в 1555 году появился Мытный двор, который включал в себя комплекс построек, в том числе Английское подворье — в настоящее время это восстановленный памятник истории, с 1994 года — музей, филиал в Музей Москвы.
В XIX веке район был преимущественно застроен каменными зданиями, в которых селились простые люди — мастеровые, грузчики, работавшие на пристани, купцы, приказчики, трактирщики. Также эта местность из-за большого количества евреев стала своего рода еврейским гетто. В 1891—1892 годах из Москвы были принудительно выселены около 20 тыс. еврейских семейств, Зарядье начало приходить в упадок, постепенно превратившись в подобие трущоб.
В советское время территория Зарядья была выделена под строительство гостиницы «Россия» — самой крупной гостиницы в мире в то время. Она заработала в 1967 году, но уже к 1990-м стала приносить убытки и была закрыта. Несколько лет существовал план по возведению нового гостиничного комплекса на этом месте, пока в 2012 году Владимир Путин не предложил организовать на этом месте парк.

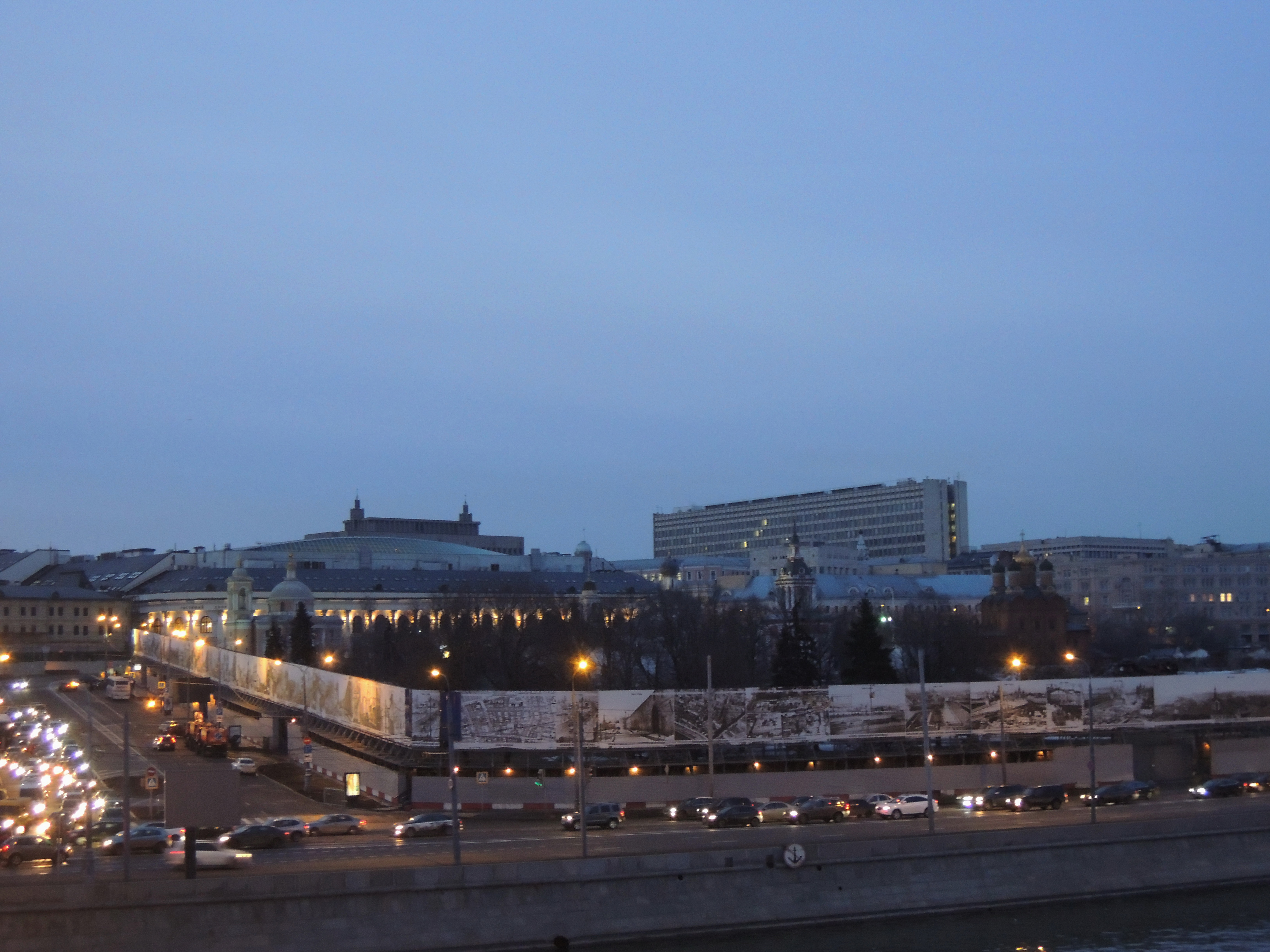
Огороженное пространство на месте снесённой гостиницы «Россия»

Пространство в 13 га на месте снесённой гостиницы «Россия» с давней историей и лучшими панорамными видами стало самым большим пустырём и самым дорогим участком земли в Москве. По мнению декана факультета антропологии ЕУСПб Михаила Лурье, после сноса гостиницы местность вновь превратилась в окраину прямо под стенами Кремля: «Зарядье было одновременно торговым и жилым районом, который к началу XXI века стал почти трущобами. Возникал парадокс — фрагмент периферии в самом центре Москвы. И сегодня мы можем его наблюдать — такие пустыри и вечные стройки скорее характерны для окраин, чем для центров городов».
Изначально московские власти рассматривали два сценария освоения территории: строительство парламентского центра или делового центра с гостиницей. Одним из инициаторов создания парка в Зарядье был генеральный директор девелоперской компании State Development Андрей Гринёв. 20 января 2012 года премьер-министр Владимир Путин посетил площадку, после чего предложил Сергею Собянину на месте пустыря разбить парковую зону. Вскоре права аренды на земельный участок в Зарядье и сохранившаяся стилобатная часть снесённой гостиницы «Россия» были переданы ОАО «ГАО „Москва“» (частная собственность, организация ликвидирована 20.02.2016), 100 % акций которой принадлежат московской мэрии.
Идея создания парка развивалась во многом благодаря общественной инициативе. В 2012 году было создано общественное движение «Друзья Зарядья», созданное Андреем Гринёвым и Петром Кудрявцевым, которое активно отстаивало идею создания парка. Движение провело ряд семинаров и круглых столов, а также организовало выставку и дискуссионную площадку «Москва — город для людей» в рамках III Московской архитектурной биеннале, где обсуждался будущий парк. На официальном сайте движения отмечено: «Мы вместе изучали Зарядье. Вместе доказали городу, что здесь должен быть парк. Вместе собрали международный консорциум и выиграли конкурс».

## Концертный зал «Зарядье»

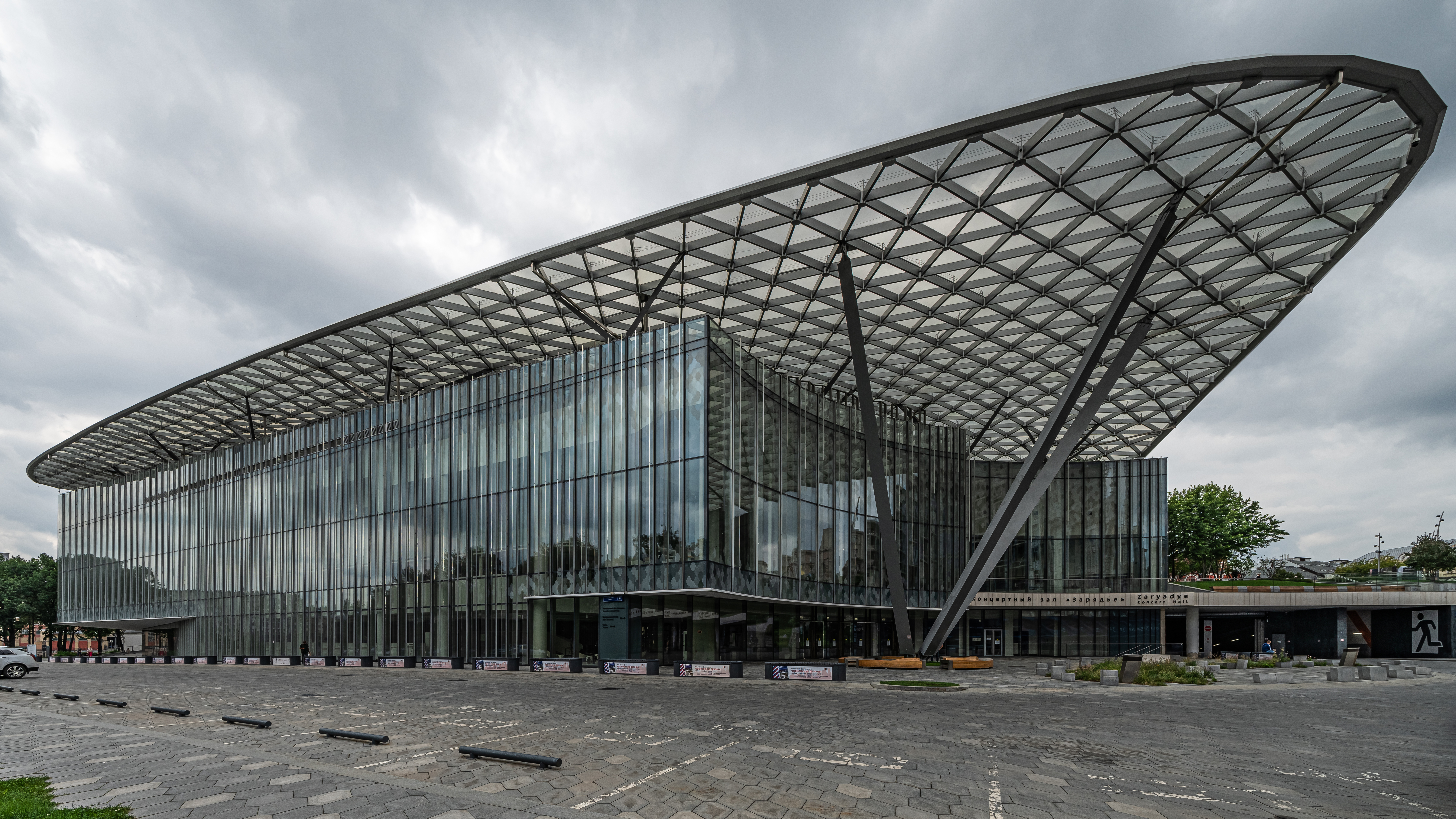
Концертный зал «Зарядье»

Концертный зал «Зарядье», открытый 8 сентября 2018 года, — уникальный архитектурный объект. Со стороны Китайгородского проезда здание стеклянное на всю высоту, при этом противоположная часть фасада со стороны парка «Зарядье» как будто встроена в холм, который стал частью открытого Большого амфитеатра на 1,6 тыс. зрителей. Форма концертного зала создает идеальную слышимость с любого места. Напольное покрытие сцены собрано из кедра особой породы, который обеспечивает качественную акустику и необходимую реверберацию — процесс постепенного уменьшения интенсивности звука при его многократных отражениях. В концертном зале можно проводить концерты, балы, фуршеты — все благодаря залу-трансформеру. С помощью механизации можно трансформировать партер, оркестровую яму и сцену. Например, кресла зрительного зала поднимаются на высоту до 2,5 метра, а также убираются в пол, создавая ровное пространство. На полную трансформацию потребуется всего 40 минут. Все оборудование в зале спрятано за потолком. При необходимости из более чем 200 лючков опускаются механизмы для подвеса нужных элементов. Зал примечателен и уникальным органом — он самый крупный в России и Европе по количеству регистров. Всего 85 регистров — это ряды органных труб определённого диаметра, образующих хроматический звукоряд. Духовой орган собран вручную по старинным технологиям и спроектирован индивидуально под Большой концертный зал «Зарядье» специалистами компании Muhleisen (Франция). Испытания звука возглавил Ясухиса Тоёта — президент американского подразделения японской компании Nagata Acoustics. Под его руководством прошло акустическое проектирование лучших концертных залов мира: Центра исполнительских искусств им. Ричарда Фишера в штате Нью-Йорк, концертного зала им. Уолта Диснея в Лос-Анджелесе, концертного зала Мариинского театра в Санкт-Петербурге и др. МКЗ «Зарядье» — один из немногих залов в России и в мире с собственной студией звукозаписи.

## Конкурс на строительство
В 2012 году Москомархитектуры объявила первый конкурс идей парка на месте гостиницы «Россия». Жюри конкурса получило 118 проектов, однако ни один из них впоследствии не был реализован по причине низкого качества представленных работ. В экспертной группе конкурса отмечали, что длительное время в стране не проектировалось новых парков, поэтому участникам изначально было сложно создать подобный проект.
Поскольку в ходе первого конкурса не было выявлено проекта-победителя, впоследствии был анонсирован второй конкурс на ландшафтно-архитектурную концепцию парка «Зарядье». Конкурс стал международным, о его запуске 19 апреля 2013 года объявил главный архитектор Москвы Сергей Кузнецов. Организатором конкурса на разработку концепции современного парка с развитой инфраструктурой выступило ГУП «НИ и ПИ Генплана Москвы». Поддержку проекту оказали мэр Сергей Собянин, Строительный комплекс Москвы, Комитет по архитектуре и градостроительству города Москвы, Ассоциация ландшафтных архитекторов и Союз московских архитекторов. Институт медиа, архитектуры и дизайна «Стрелка» выступил в качестве консультанта проекта, разработав техзадание и функциональную модель парка.
Основной идеей технического задания, по словам генерального директора КБ Стрелка Дениса Леонтьева, стала концепция парка как музея под открытым небом, «где город, здания вокруг — Кремль, сталинская высотка на Котельнической набережной, собор Василия Блаженного — будут экспонатами». Перед конкурсантами стояла задача создать уникальный ландшафт, своего рода аттракцион, интересный горожанам, 70 % парка должна занять зелень.
Конкурс проходил в два этапа: с 19 апреля по 17 июня 2013 года жюри рассмотрело заявки претендентов из 27 стран, от 420 компаний, объединённых в 90 консорциумов. Во второй этап конкурса (1 июля — 27 сентября 2013 года) прошли шесть консорциумов, возглавляемых следующими архитектурными бюро:
- Diller Scofidio + Renfro[англ.] (США), 1-е место в финальном этапе
- ТПО «Резерв» (Россия), 2-е место в финальном этапе
- MVRDV (Нидерланды), 3-е место в финальном этапе
- Gustafson Porter (Великобритания)
- Turenscape (Китай)
- West 8[англ.] (Нидерланды)[1][20].

Каждая из шести команд получила гонорар за подготовку архитектурно-ландшафтных концепций в размере 80 тыс. долларов.
Техническое задание для второго этапа конкурса состояло в разработке проекта парка с развитой инфраструктурой площадью в 13 га и возможностью единовременно принять до 15 тыс. посетителей. В качестве приоритетной задачи финального проекта указывалось «сохранение естественно и исторически сложившейся композиции рельефа с постепенным перепадом высот, то есть системы террас». Проект должен быть рассчитан на круглогодичное функционирование, иметь центральную пристань, подземную парковку на 500 мест, учитывать исторический контекст и соседство с филармонией; распределять пешеходные и транспортные потоки.
Победителей выбирало международное жюри, состоящее из 16 ведущих российских и зарубежных специалистов:
| - Сергей Кузнецов — главный архитектор Москвы, первый заместитель председателя Москомархитектуры - Александр Кибовский — министр Правительства Москвы, руководитель Департамента культурного наследия Москвы - Наталья Сергунина — заместитель мэра Москвы в Правительстве города по вопросам имущественно-земельных отношений - Сергей Капков — до 2015 года — министр Правительства столицы, руководитель Департамента культуры Москвы - Михаил Посохин — генеральный директор ГУП «Моспроект-2», президент Национального объединения проектировщиков - Юрий Григорян — руководитель бюро «Проект Меганом» - Антон Кульбачевский — министр Правительства Москвы, руководитель Департамента природопользования и охраны окружающей среды столицы - Антони Вивес-и-Томас — вице-мэр Барселоны | - Гаэтан Руайе — руководитель Департамента регионального планирования, парков и окружающей среды Метрополитенского ареала Ванкувера 2011—2013 гг. - Кен Смит — ландшафтный архитектор, руководитель бюро Workshop: Ken Smith Landscape Architect - Кит Керр — руководитель The Development Studio Ltd. - Марта Торн — исполнительный директор Притцкеровской премии - Марта Шварц — архитектор, руководитель бюро Martha Schwartz Partners - Питер Уокер — ландшафтный архитектор, руководитель бюро PWP Landscape Architecture - Саския Сассен — эксперт в области городской социологии, профессор Колумбийского университета, председатель жюри Audi Urban Future Summit - Хизер Дил — член Городского совета Ванкувера, председатель Совета парков Ванкувера в 2002—2003 годы. |

Сразу после подведения итогов конкурса по разработке архитектурно-ландшафтной концепции парка 11 ноября 2013 года, проекты финалистов были серьёзно раскритикованы общественными активистами, архитекторами, москвоведами. Основная критика заключается в том, что концепция строительства парка не принимает во внимание историю участка, его археологию, старинную планировку улиц и сохранившиеся фундаменты, включая объекты Китайгородской стены.

## Проект-победитель
Участники консорциума-победителя:
Архитектура и лидер команды: Diller Scofidio + Renfro
Ландшафтная архитектура: Hargreaves Associates
Мастер-планирование: Citymakers
Транспорт: Mobility in chain
Конструкции и инженерия: BuroHappold Engineering
Инженерия климата: Transsolar
Управление парками: Central Park Conservancy
Местный ландшафт: Дмитрий Онищенко
Археология: Владимир Дукельский
Смета: Davis Langdon
Юридические аспекты: Сергей Фокин
Руководитель авторского коллектива проектировщиков парка: Сергей Кузнецов
Победивший проект консорциума во главе с бюро Diller Scofidio + Renfro предусматривает организацию пространства по принципам природного урбанизма (wild urbanism), согласно которым природная и городская среда соседствуют друг с другом, образуя новый тип общественного пространства. В парке воссозданы четыре ландшафтные зоны России: тундра, степь, лес и болото, которые спускаются террасами с верхнего уровня участка к его нижней части, с северо-востока на юго-запад, пересекаются и наслаиваются друг на друга. На территории парка высажено 752 дерева и 7 тысяч кустарников, всего же здесь представлено 120 видов растений.Важным элементом проекта является то, что маршруты не предписаны, и посетители смогут перемещаться по парку, как пожелают. В разных частях парка создан искусственный микроклимат — с помощью регуляции температуры, управления ветром, имитации естественного света. Парк должен стать зоной, соединяющей пешеходную часть Китай-города с территорией Кремля.

### Критика
15 ноября 2013 года градозащитное движение «Архнадзор» опубликовало заявление, что «решение, предложенное американскими проектировщиками и одобренное российским жюри, совершенно не учитывает факторов исторического развития Зарядья, его роли в системе градостроительного ансамбля центра Москвы, визуально-ландшафтных связей с соседними историческими районами. Такой проект может быть реализован в любом другом месте, а квартал у стен Московского Кремля требует более вдумчивых и ответственных подходов». При этом в заявлении отмечается, что «Архнадзор» с самого начала поддерживал идею создания парковой зоны в Зарядье, и считает позитивным факт проведения международного конкурса и широкого общественного и экспертного обсуждения представленных проектов. «Архнадзор» также заявил, что авторы проекта-победителя «предлагают фантастический рельеф», тогда как правовой режим охранной зоны ансамбля Московского Кремля, утверждённый в 1997 году, предусматривает регенерацию не только исторических градостроительных характеристик, но и исторического рельефа. Под землёй сохранились нижние части 23 объектов, снесённых в советское время — но даже эти материалы не были положены в основу проектирования. Полноценные археологические работы в Зарядье никогда не проводились.
«Архнадзор» предлагал осуществление следующих действий при разработке проекта парка:
- Привести проект в соответствие с законодательством и нормативными актами правительства Москвы, определяющими градостроительные режимы на территории охранной зоны Московского Кремля.
- Обеспечить визуализацию при воплощении проекта исторической подосновы района: находясь в новом парке, посетитель не должен забывать, что он — в московском Зарядье.
- До начала любых строительных работ необходимо провести полноценное археологическое обследование территории Зарядья, чтобы сохранить и по возможности экспонировать всё археологическое наследие.
- Обозначить ландшафтными средствами трассу бывшего Мокринского переулка, пролегавшего параллельно Москве-реке[25].

#### Мнение Рустама Рахматуллина
Культуролог, один из основателей «Архнадзора» и журнала «Московское наследие» Рустам Рахматуллин считает, что
«этот проект навязывает Москве новую реальность: речь идёт о невиданном в истории города вторжении в ландшафт, о создании гор там, где раньше были долина и луг. <…> Рекомендации ЮНЕСКО, правовые ограничения охранной зоны вокруг Кремля оставлены в стороне. Символ общей бессмысленности — мост в никуда, с левого берега назад на левый берег».

### Бюджет

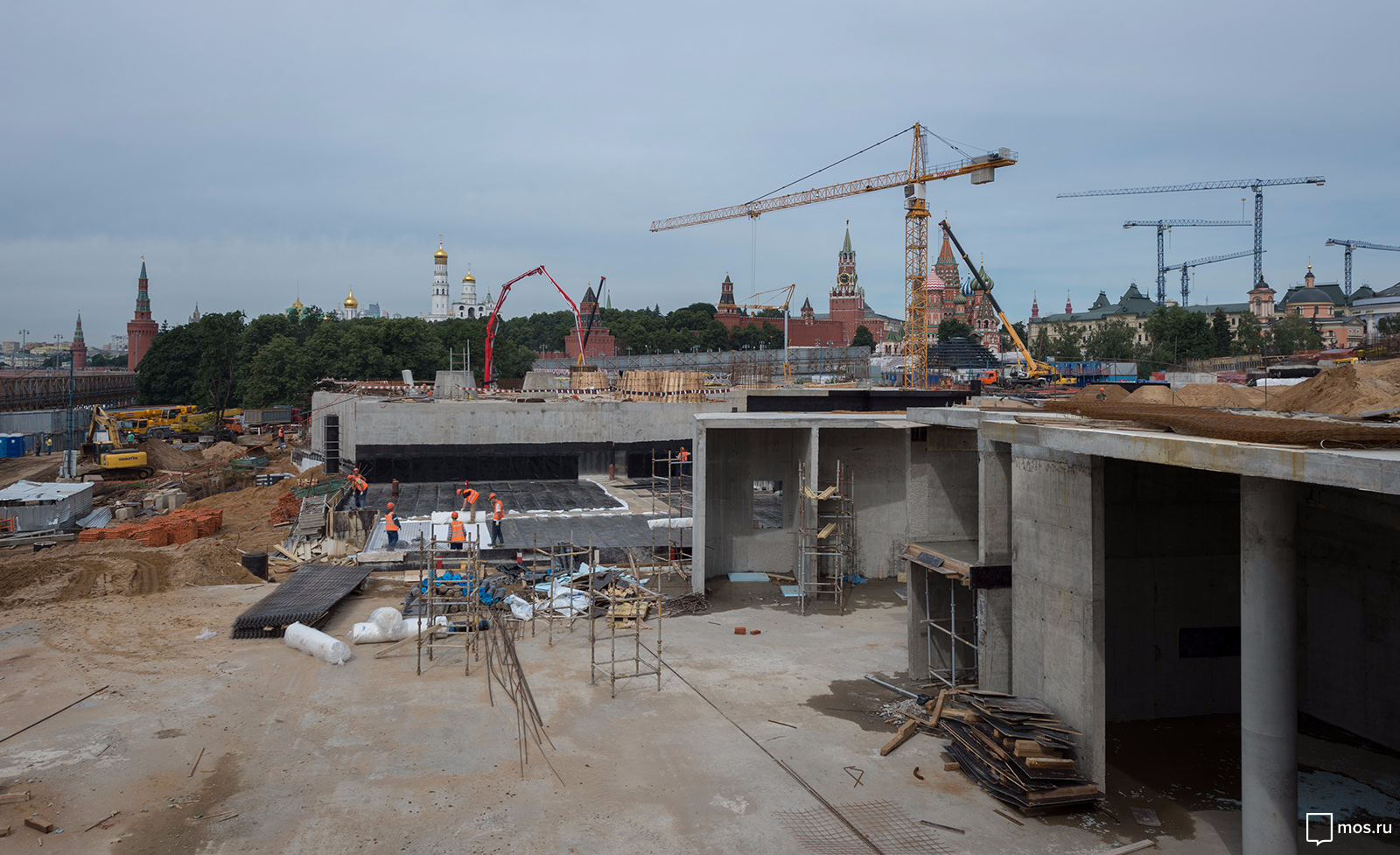
Строительство на территории будущего парка, июль 2016 года

Первоначальный бюджет проекта на 2014—2016 годы оценивался в 5,08 млрд рублей, из которых к началу 2014 года было потрачено 2,77 млрд. Сергей Кузнецов в интервью радиостанции Эхо Москвы озвучивал «рабочую цифру» в промежутке от 4,5 до 9 млрд рублей. К ноябрю 2014 года смета увеличилась до 12,8 млрд — дополнительные 7,7 млрд были потрачены на снос существующей застройки, прокладку коммуникаций и строительство новых объектов.
Впоследствии Управление гражданского строительства Москвы называло сумму в 13,3 млрд рублей, из которых 5,9 отводились непосредственно на организацию парка, 5,4 — на возведение филармонии и 575 млн рублей на благоустройство Москворецкой набережной. На 2017 год итоговая смета по строительству комплекса составляет 22-27 млрд рублей.
По данным «Коммерсанта», основным инвестором проекта является мэрия, генподрядчиком выступает инжиниринговая компания АО «Мосинжпроект». В октябре 2014 года АО «Мосинжпроект» было выбрано управляющей компанией по строительству парка «Зарядье». Заместитель мэра Москвы Марат Хуснуллин пояснил, что московские власти «сознательно отказались от привлечения инвесторов в этот проект. Если привлекать инвесторов, тогда они будут просить коммерческие площади, а в этом случае идея парка может быть изменена».

### Объекты парка

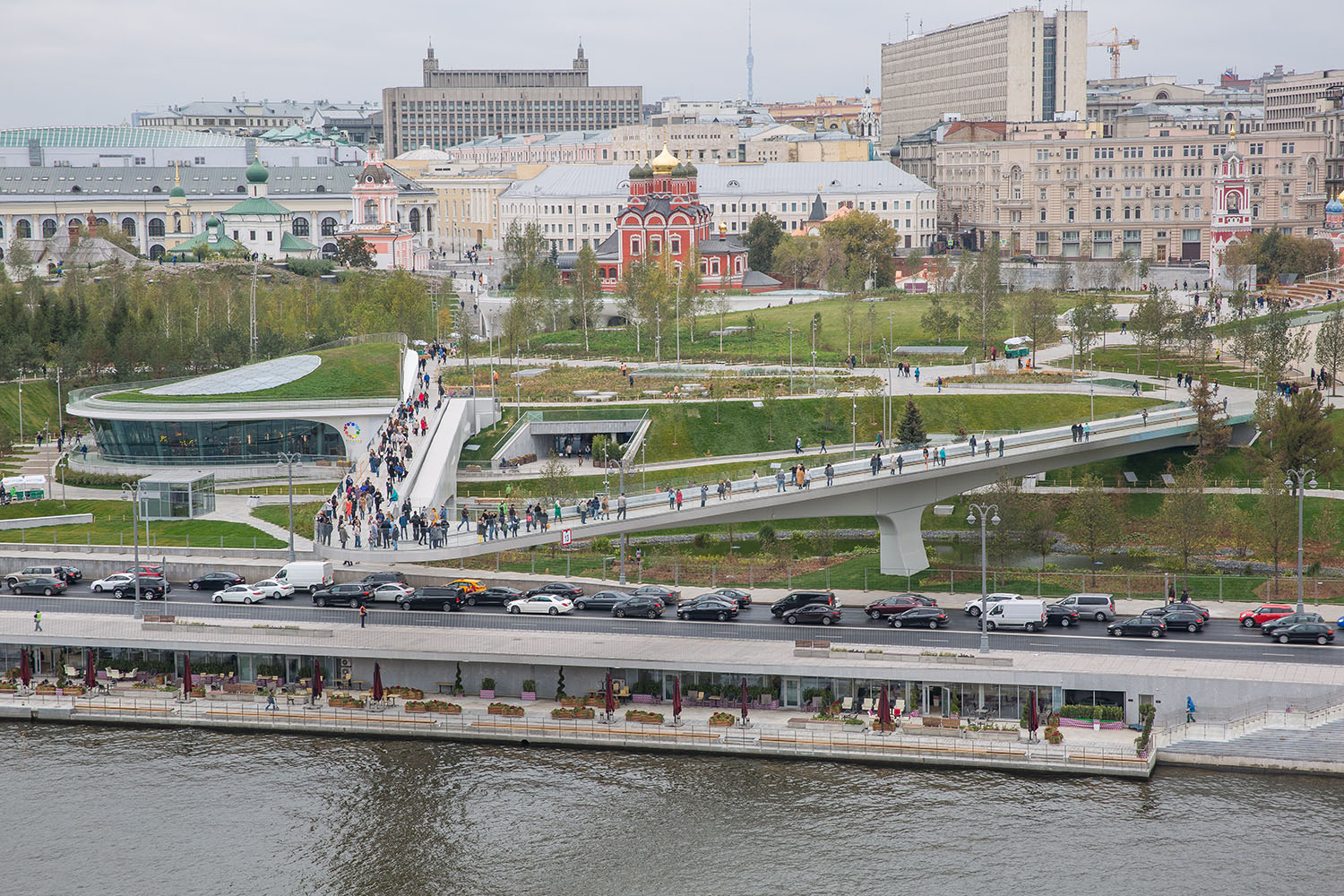
Парящий мост

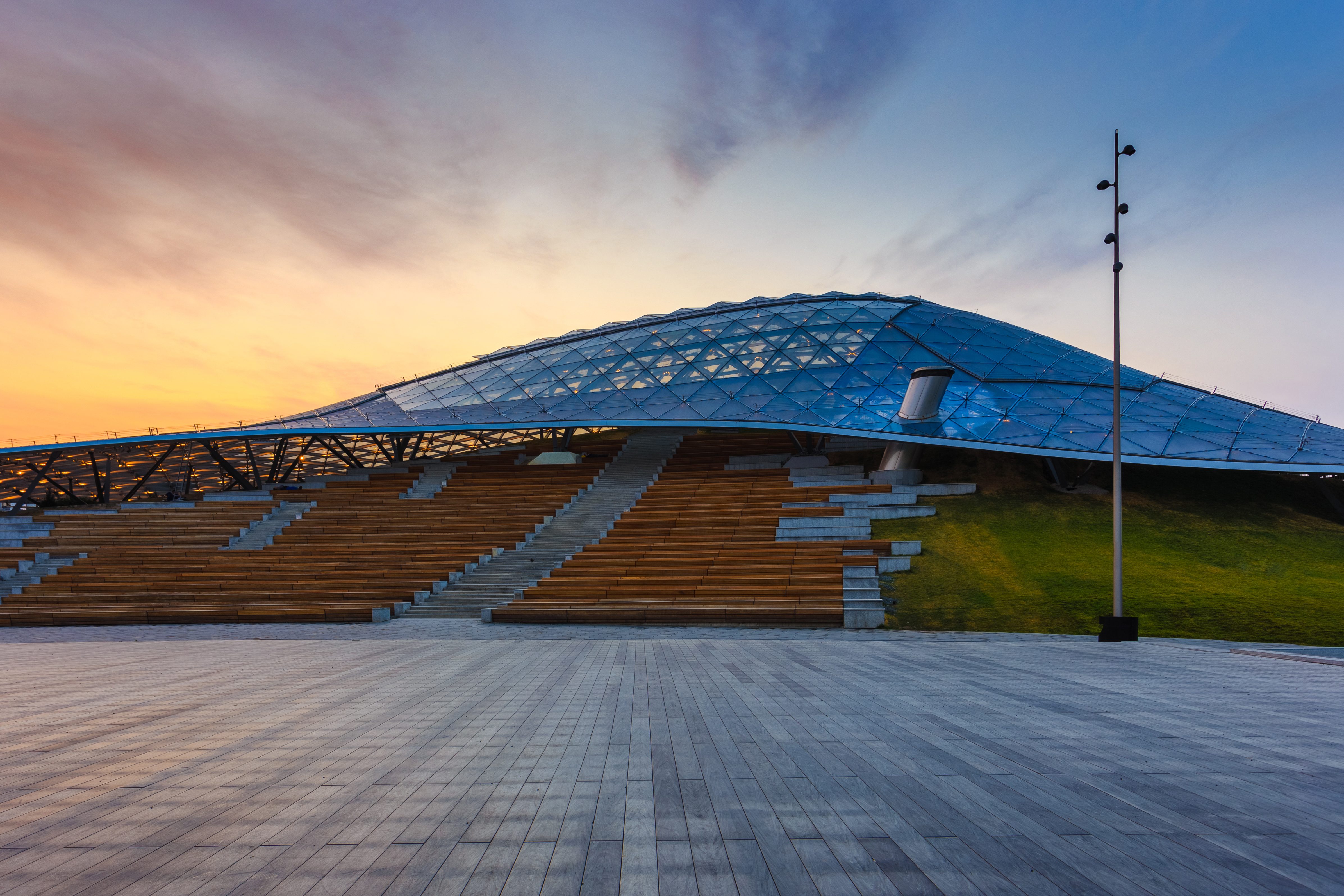
Амфитеатр

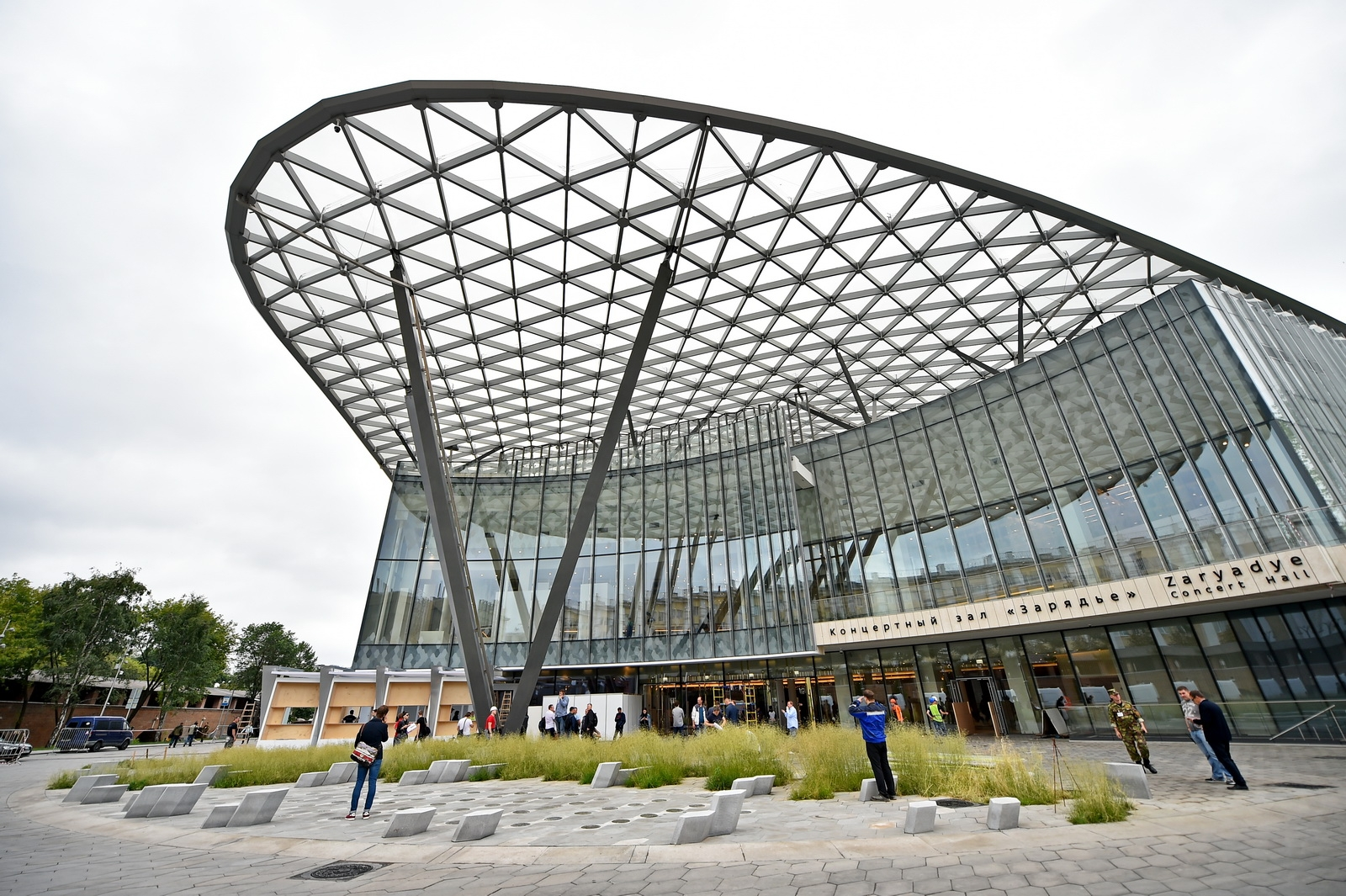
Концертный зал «Зарядье»

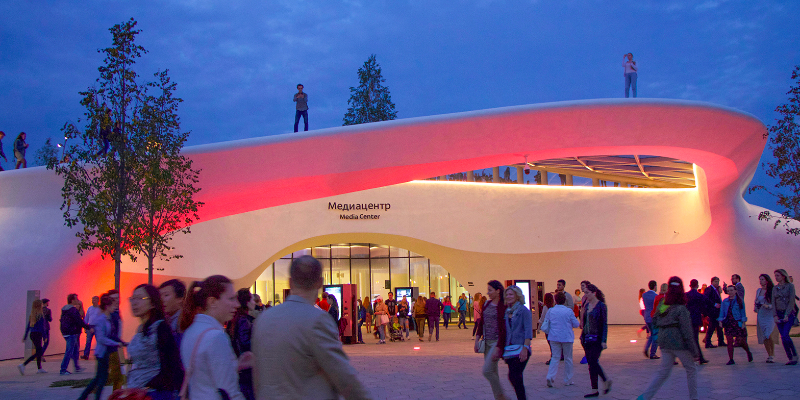
Медиацентр

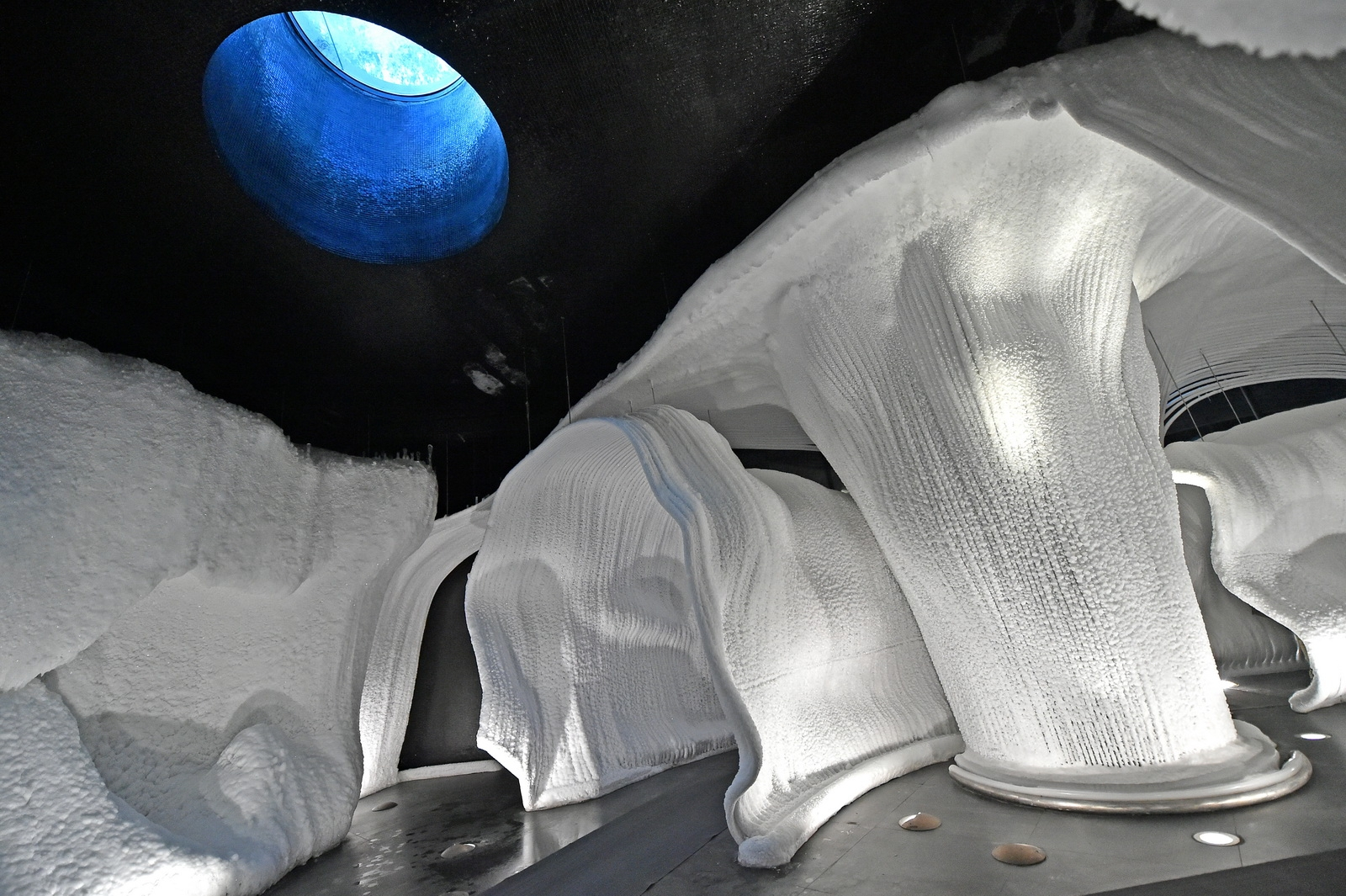
Ледяная пещера

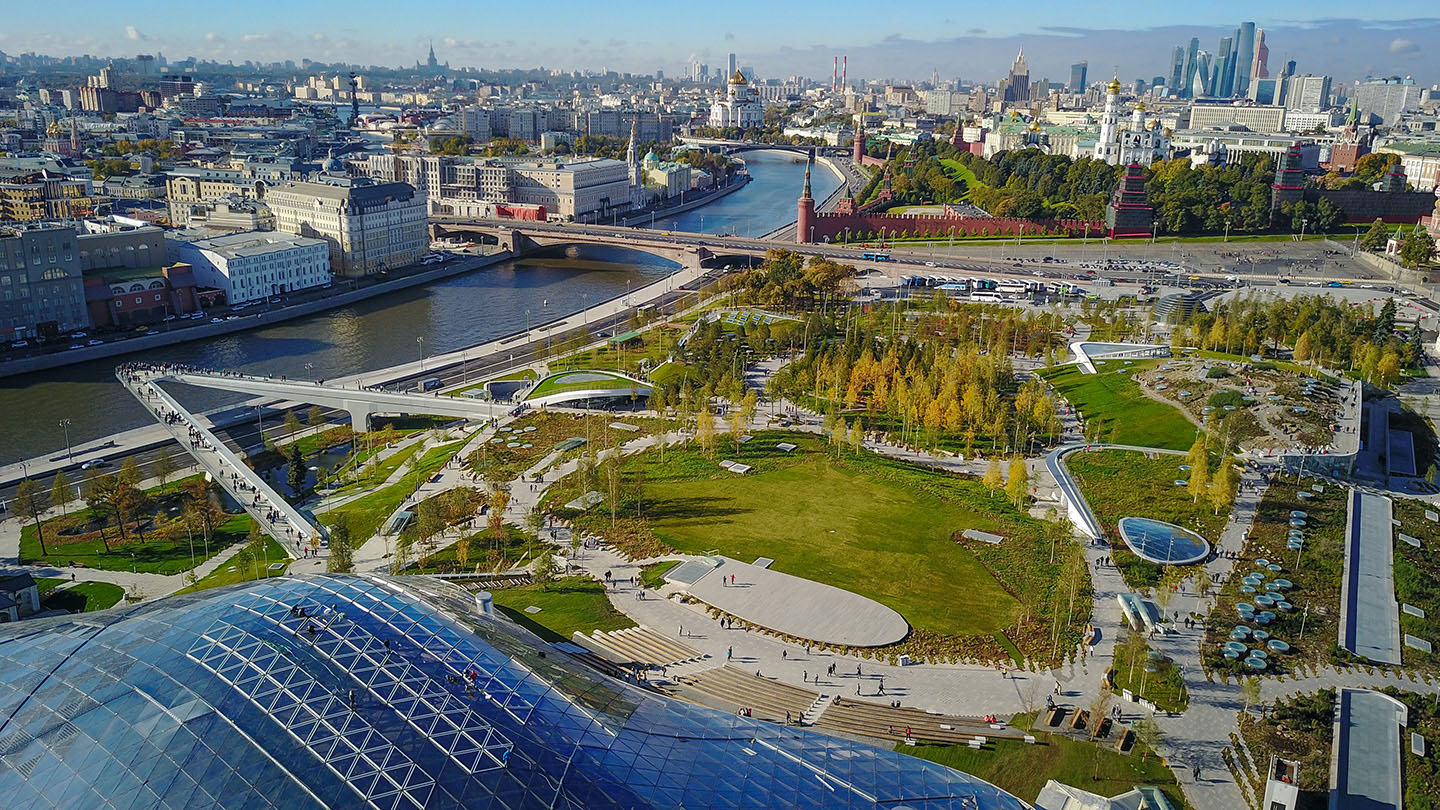
Вид в сторону Кремля

Помимо организации четырёх природных зон, инновационный проект включает в себя строительство филармонии — самого крупного объекта парка. Большой зал филармонии рассчитан на 1,5 тыс. мест, малый — на 400. В здании также будет располагаться студия звукозаписи, буфет и открытая терраса. Два фасада постройки вмонтированы в холм, с другой стороны расположена стеклянная стена с солнечными батареями. Филармония и так называемая зона «климатического аттракциона» будут накрыты стеклянным амфитеатром, рассчитанным на 2,5 тыс. мест. В июле 2018 года было завершено строительство Московского концертного зала (МКЗ) «Зарядье». В августе стало известно, что МКЗ получит восемь пианино и 14 роялей. Общая стоимость инструментов составит 154 млн рублей.
Другой масштабный объект — гостиничный комплекс, который будет возведён на месте гостиницы «Россия». Главный архитектор Москвы Сергей Кузнецов на Московском урбанистическом форуме сообщил, что в каждом номере пятизвёздочного отеля будет живое дерево. По его словам, отель будет «выставкой особенных деревьев разных пород, которые растут на территории страны». Как сообщает Афиша Daily, для возведения гостиницы дополнительно сносится 12-й дом по улице Варварке — последний памятник застройки Зарядья XIX века.
По данным «Архнадзора», в 2015 году московские власти решили снести владения дома № 14 на улице Варварке — доходного дома З. М. Персиц (1909, архитектор Николай Жерихов), чтобы расчистить место под строительство новой гостиницы. Здание имело статус ценного градоформирующего объекта, в нём сохранились богатый лепной декор стен и потолков, художественное оформление лестничных пролётов, а также личный кабинет советского государственного деятеля Анастаса Микояна. Дореволюционные доходные дома были уничтожены к октябрю 2016 года — от дома З. М. Персиц остался лишь фрагмент фасадной стены на улице Варварке. Общая площадь новостроек в восточной части квартала сопоставима с площадью снесённой гостиницы «Россия».
В связи с развитием концепции реновации Москвы-реки Сергеем Собяниным принято решение соединить парк с набережной и причалом. Планируется, что проезжая часть будет смещена от реки и отделена стеной, а набережная разделена на два уровня. В нижней части будут располагаться кафе, магазины, лавочки для отдыха, газоны и цветники. На верхнем уровне планируется обустроить велодорожку. Из парка на набережную будет вести специальный подземный переход, в котором откроется музей с экспонатами, найденными во время археологических раскопок Зарядья. Над прогулочной зоной набережной будет сооружён «парящий мост», который станет главной смотровой площадкой Москвы.
В апреле 2017 года в парковой зоне началось строительство ледяной пещеры. Марат Хуснуллин рассказывал, что «все поверхности сооружения будут покрыты инеем и льдом, которые изнутри подсветят встроенными светодиодами. Температура воздуха в ледяных тоннелях никогда не поднимется выше минус пяти градусов и не опустится ниже минус 12 градусов». С 17 мая 2018 года ледяная пещера открыта для посещения. Авторы проекта — художник Александр Пономарев и архитектор Алексей Козырь. Для получения ледяного рельефа площадью в 750 м² на 14 км изогнутых металлических труб заморозили около 70 тонн воды.
Парк торжественно открыт 9 сентября 2017 года в День города — 870-летия Москвы. Для остальных посетителей парк стал доступен с 11 сентября, однако в первый же день его работы в общем режиме подвергся налёту вандалов, неизвестные повредили стеклянный купол здания филармонии и окно медийного центра. В течение следующих 3 дней парк подвергся ещё большему нанесению урона со стороны посетителей, были вытоптаны газоны, а также уничтожены редкие и декоративные растения. Были проведены восстановительные работы, вытоптанные растения заменены на новые. Произошедшее заставило администрацию парка ввести пятнадцатиминутные интервалы на вход в парк и разместить дополнительные видеокамеры.

## Награды
- Лучший проект в области общественных пространств

(победитель премии ArchDaily 2018 в категория Public Architecture). По этому поводу Григорий Ревзин отметил, что это «высшее международное признание за историю постсоветской архитектуры».
- Прорыв года в сфере аудиовизуальных технологий

(выбор профессионального жюри InAVation Awards 2018 в категории Visitor Attraction за высокотехнологичные медиакомплексы «Полет» и «Машина времени»)
- Первый в сфере цифровых маркетинговых технологий

(премия POPAI AWARD категория Digital Media за интерактивные экраны парка)

## Исторические памятники

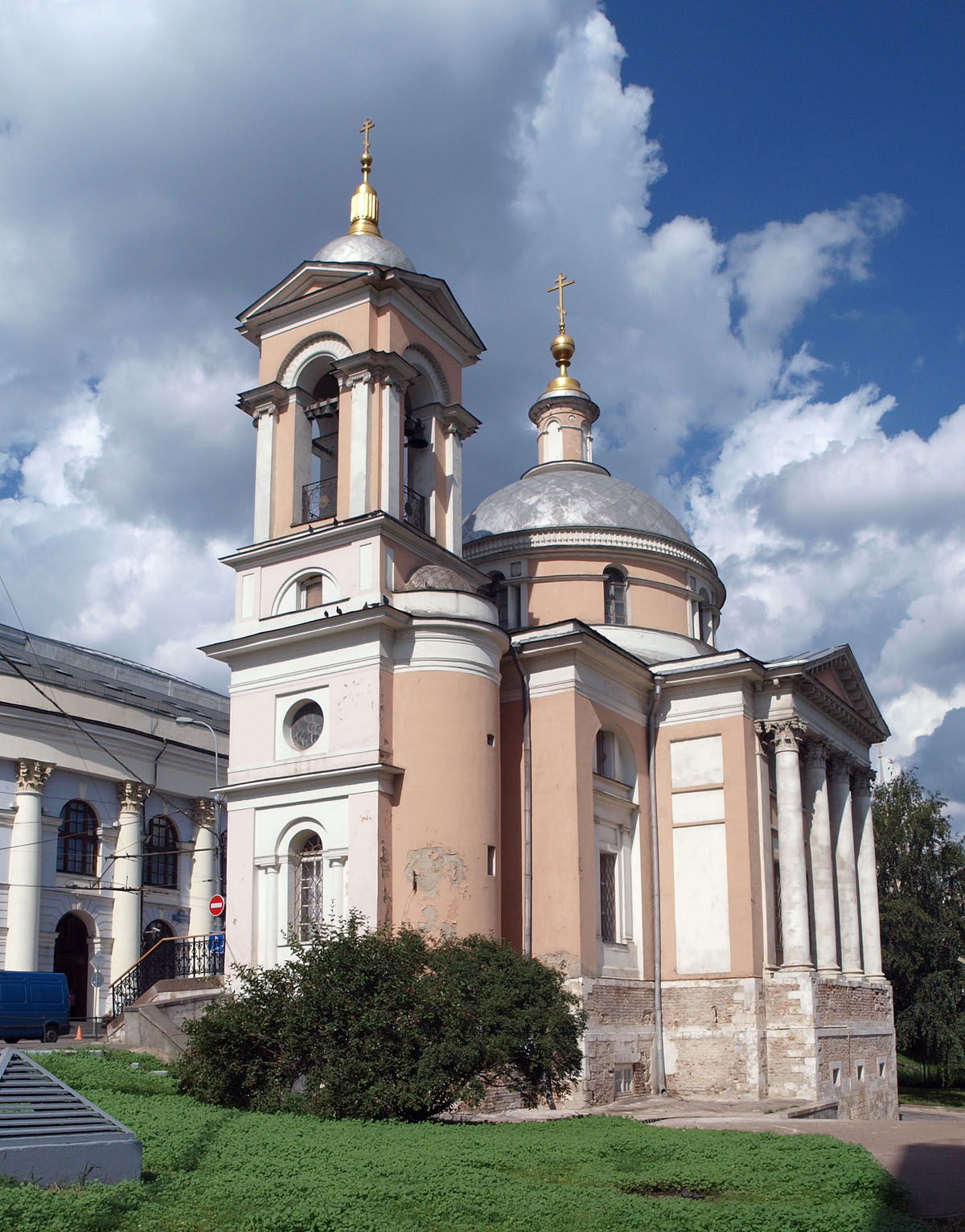
Храм Варвары Великомученицы на Варварке, 2008

По данным портала Archi.ru, 30 % территории парка представляет собой охраняемую историческую зону. Как отмечают организаторы, проект парка предполагает раскрытие отдельных участков фундамента исторической крепостной стены вдоль реки и проведение археологических раскопок на месте застройки.
Мы узнали об историческом значении Зарядья в ходе конкурса: это сложная территория, где новый парк образует лишь один из многих – и очень богатых – культурных слоёв. Мы надеемся вписать в историю Зарядья главу XXI века, равную прошлым слоям по притягательности.Пётр Кудрявцев, урбанист, социолог, партнер бюро Citymakers LL
Отдельный вопрос составляет проведение реставрационных работ уникальных исторических памятников, расположенных на территории парковой зоны. В июле 2015 года руководитель департамента культурного наследия Москвы Алексей Емельянов отмечал: «По контракту, окончание работ по всем объектам Зарядья, всем нашим великолепным храмам — второй квартал 2016 года. А в этом году реставраторы планируют завершить внешние работы, убрать леса и будут заниматься только внутренним убранством».
На территории парка располагается девять храмов, имеющих статус памятников федерального значения. Реставрационные работы прошли в церкви Варвары, в комплексе бывшего Знаменского монастыря, в музее «Старый Английский двор», Палатах бояр Романовых (филиал Государственного Исторического музея), церкви Святой Троицы в Никитниках, храмах блаженного Максима и Георгия Победоносца. Отреставрирована была также церковь Зачатия праведной Анны на Москворецкой набережной — одна из древнейших в Москве. Исторический облик планировалось вернуть старинному храму Рождества Иоанна Предтечи. Активные реставрационные работы были проведены на улице Варварка, а также у набережной Москвы-реки.
Некоторые представители православного духовенства высказали несогласие с существующим проектом устройства парковой зоны. Настоятель храмов Патриаршего Подворья в Зарядье протоиерей Вячеслав Шестаков в интервью интернет-изданию «Православие и мир» выразил мнение, «что комплекс храмов патриаршего подворья должен рассматриваться и восприниматься отдельно. Мы против использования храмов в качестве декорации парка».
В начале 2017 года на территории будущего парка был найден уникальный артефакт, связанный с историей Старого Английского двора — английский медальон, датированный концом XVI века. Также в 2017 году в ходе работ по созданию парка были обнаружены каменные топоры, принадлежавшие носителям фатьяновской культуры. В целом, в ходе строительства парка было обнаружено более 15 тысяч археологических находок, главная из которых — фрагмент Китайгородской стены XVI века. Вокруг подлинного фрагмента развернут музей, находящийся в подземном пространстве. В нём посетители могут ознакомиться с историей создания и особенностями этого крепостного сооружения, там можно увидеть таможенные печати, монетные клады, комплексы предметов вооружения и конского снаряжения, утварь и обувь древних жителей, детские глиняные игрушки.

## Транспорт
Ближайшая станция метро к парку — «Китай-город», один из южных выходов станции находится практически на северо-восточном углу парка. Также в пешей доступности (от 5 до 10 минут пешком) находятся станции «Лубянка», «Охотный Ряд», «Театральная» и «Площадь Революции». Возле парка имеется несколько остановок общественного транспорта и по границе проходит три автобусных маршрута. На Славянской площади (метро «Китай-город») располагается большой транспортно-пересадочный узел, на котором сходятся более десятка автобусных маршрутов. От Славянской площади до парка можно дойти за 5 минут. В парке Зарядье имеется платная одноуровневая подземная парковка площадью 20 тысяч квадратных метров на 430 машиномест. Заехать на стоянку можно с Москворецкой улицы, выехать с неё — на Китайгородский проезд. На въезде расположено электронное табло с количеством свободных мест. Выходы из паркинга ведут в разные уголки парка: к северному ландшафту, большому и малому амфитеатрам, кафе «Зарядье», «Ледяной пещере» и «Заповедному посольству». Дополнительно на улице Варварке и на Китайгородском проезде имеются платные городские парковки. Для обеспечения большей транспортной доступности Зарядья для туристов, на Москворецкой улице имеется парковка туристических автобусов на 18 мест. Легковому личному транспорту парковаться там запрещено.

## Парк в филателии
В 2018 году Почтой России было выпущено две почтовых марки, посвящённые парку.

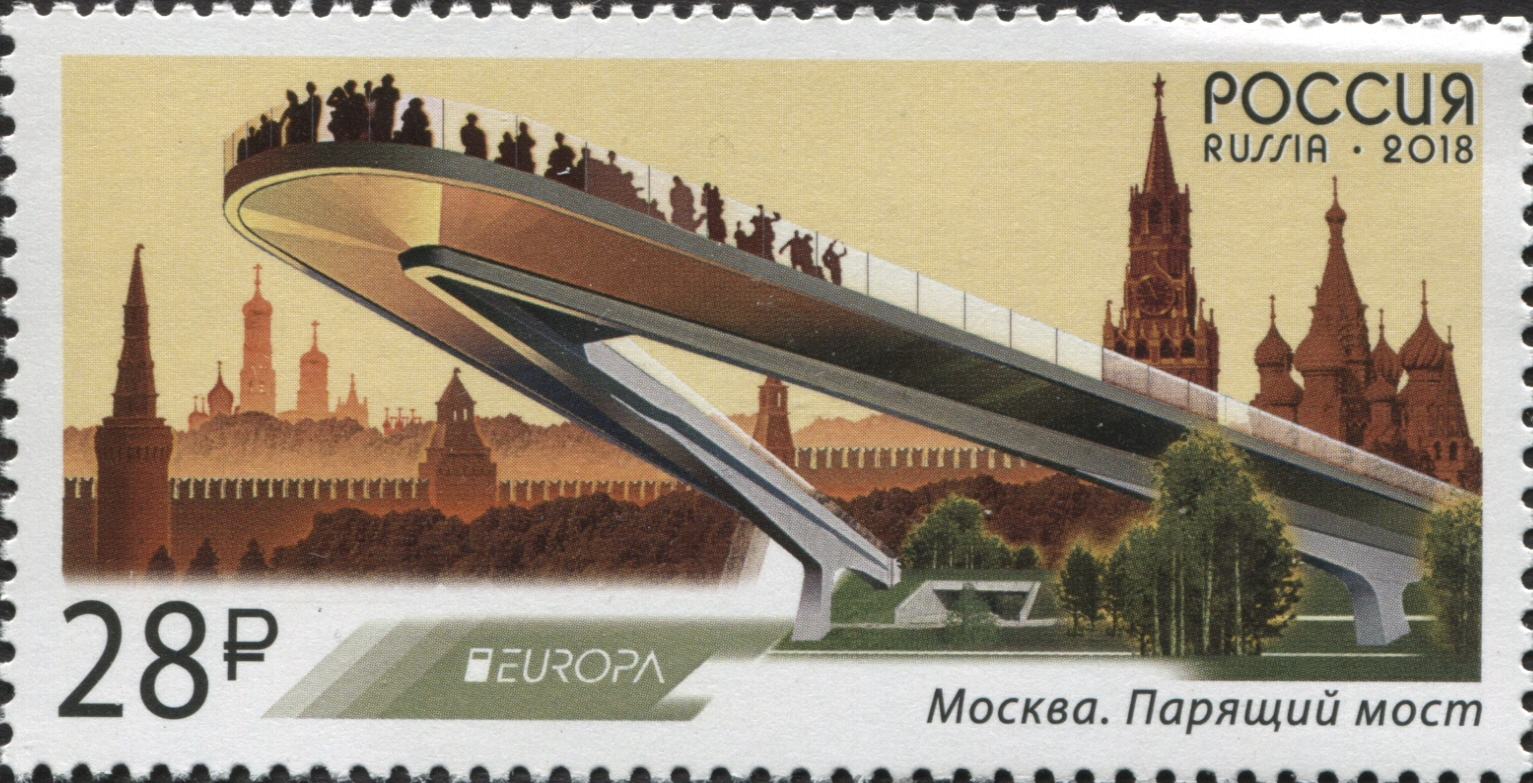
Почтовая марка. Выпуск по программе «Европа». Мосты. Парящий мост над Москвой-рекой в парке Зарядье на фоне Кремля и логотип «Europa»
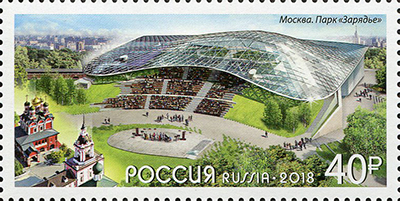
Совместный выпуск Российской Федерации и Республики Сингапур. К 50-летию установления дипломатических отношений